# Graphomya stipata
Graphomya stipata är en tvåvingeart som först beskrevs av Walker 1853.  Graphomya stipata ingår i släktet Graphomya och familjen husflugor. Inga underarter finns listade i Catalogue of Life.